# Kathleen Quinlan
Kathleen Denise Quinlan (Pasadena, 19 novembre 1954) è un'attrice statunitense.

## Filmografia parziale

### Cinema
- American Graffiti, regia di George Lucas (1973)
- Il bagnino (Lifeguard), regia di Daniel Petrie (1976)
- Airport '77, regia di Jerry Jameson (1977)
- I Never Promised You a Rose Garden, regia di Anthony Page (1977)
- Uno strano caso di omicidio (The Runner Stumbles), regia di Stanley Kramer (1979)
- I seduttori della domenica (Les séducteurs), regia di Bryan Forbes, Édouard Molinaro (1980)
- Hanky Panky - Fuga per due (Hanky Panky), regia di Sidney Poitier (1982)
- Ai confini della realtà (Twilight Zone: The Movie), regia di Joe Dante, John Landis (1983)
- L'ultimo inverno (The Last Winter), regia di Riki Shelach Nissimoff (1984)
- Allarme rosso (Warning Sign), regia di Hal Barwood (1985)
- Ai confini della città (Man Outside), regia di Mark Stouffer (1987)
- Intrigo a Hollywood (Sunset), regia di Blake Edwards (1988)
- Il grande cuore di Clara (Clara's Heart), regia di Robert Mulligan (1988)
- The Doors, regia di Oliver Stone (1991)
- Il verdetto della paura (Trial By Jury), regia di Heywood Gould (1994)
- Apollo 13, regia di Ron Howard (1995)
- Zeus e Roxanne - Amici per la pinna (Zeus and Roxanne), regia di George Miller (1997)
- Breakdown - La trappola (Breakdown), regia di Jonathan Mostow (1997)
- Punto di non ritorno (Event Horizon), regia di Paul W. S. Anderson (1997)
- A Civil Action, regia di Steven Zaillian (1998)
- La battaglia di Shaker Heights (The Battle of Shaker Heights), regia di Efram Potelle (2003)
- Le colline hanno gli occhi (The Hills Have Eyes), regia di Alexandre Aja (2006)
- Breach - L'infiltrato (Breach), regia di Billy Ray (2007)
- Un amore di testimone (Made of Honor), regia di Paul Weiland (2008)
- Il fiume delle verità (The River Why), regia di Matthew Leutwyler (2010)
- Horns, regia di Alexandre Aja (2013)

### Televisione
- Kojak – serie TV, 1 episodio (1974)
- Pepper Anderson - Agente speciale (Police Woman) – serie TV, 1 episodio (1974)
- Una famiglia americana (The Waltons) – serie TV, 2 episodi (1974-1976)
- Alfred Hitchcock presenta (Alfred Hitchcock Presents) – serie TV, episodio 4x01 (1988)
- Trappola da incubo (Trapped), regia di Frank Walton – film TV (1989)
- Artigli (Strays), regia di John McPherson – film TV (1991)
- Last Light - Storia di un condannato a morte (Last Light), regia di Kiefer Sutherland – film TV (1993)
- Un detective in corsia (Diagnosis Murder) – serie TV, 1 episodio (1999)
- In tribunale con Lynn (Family Law) – serie TV, 68 episodi (1999-2002)
- Il mistero dell'anello (The Dead Will Tell), regia di Stephen Kay – film TV (2004)
- L'amore a portata di mouse (Perfect Romance), regia di Douglas Barr – film TV (2004)
- Dr. House - Medical Division (House, M.D.) – serie TV, episodio 3x01 (2006)
- Prison Break – serie TV, 6 episodi (2008-2009)
- Cinema Verite, regia di Shari Springer Berman e Robert Pulcini – film TV (2011)
- Chicago Fire – serie TV, 7 episodi (2012-2013)

## Riconoscimenti
- Nel 1978 ha avuto una nomination per un Golden Globe per l'interpretazione in  Never Promised You a Rose Garden
- Nel 1985 ha vinto un Mystfest per l'interpretazione in Il misterioso caso del drago cinese
- Nel 1996 ha vinto un Screen Actors Guild Awards l'interpretazione in Apollo 13
- Nel 1996 ha avuto una nomination per un Golden Globe per l'interpretazione in Apollo 13
- Nel 1996 ha avuto una nomination per un Oscar per l'interpretazione in Apollo 13
- Nel 1999 ha vinto un Blockbuster Entertainment Award per l'interpretazione in Breakdown - La trappola

## Doppiatrici italiane
Nelle versioni in italiano dei suoi lavori, Kathleen Quinlan è stata doppiata da:
- Stefanella Marrama in In tribunale con Lynn, Dr. House - Medical Division, Le colline hanno gli occhi, Le regole del delitto perfetto
- Serena Verdirosi in Intrigo a Hollywood, Apollo 13
- Aurora Cancian in Breach - L'infiltrato, CSI - Scena del crimine
- Micaela Esdra in Airport '77
- Roberta Greganti in Ai confini della realtà
- Claudia Razzi in Il grande cuore di Clara
- Manuela Kustermann in The Doors
- Roberta Paladini in Il verdetto della paura
- Anna Cesareni in Breakdown - La trappola
- Pinella Dragani in Punto di non ritorno
- Lorenza Biella in Prison Break
- Melina Martello in Un amore di testimone
- Renata Biserni in Mayans M.C.
- Vittoria Febbi in Alfred Hitchcock presenta
- Irene Di Valmo ne Il fiume delle verità